# Queer as Folk
Queer as Folk é uma série britânica, produzida independentemente pela Red Production Company para o Channel 4 em 1999. O seriado foi exibido originalmente no Reino Unido por duas temporadas entre 23 de fevereiro de 1999 à 22 de fevereiro de 2000. Em Portugal a série foi transmitida inicialmente na RTP2 em dezembro de 2002.
O nome do seriado é uma brincadeira com um ditado original do norte britânico chamado de "nada é tão estranho como as pessoas" ("there's nought so queer as folk") sendo que o termo "queer" também tem a conotação de gay.
Idealizado por Russell T Davies, a série recebeu esse título durante a sua pré-produção e por sugestão dos executivos do canal britânico, já que o título inicial era: "Queer As Fuck".
Queer As Folk narra a história de três homens homossexuais que vivem na comunidade gay em Manchester, próximo a Canal Street: Stuart, Vince e Nathan.
A partir da produção britânica, Queer As Folk ganhou uma adaptação gravada numa co-produção entre Estados Unidos e Canadá, com o mesmo nome no fim do ano 2000. Entre as duas versões, existem suas diferenças do qual destacamos: a quantidade de personagens (maior no caso norteamericano, devido ao maior número de episódios), as tramas principais e as cenas de nudez (mais explícitas na série original britânica). A versão norteamericana teve 5 temporadas obtendo grande sucesso.